# 伊藤整文学賞
伊藤整文学賞（いとうせいぶんがくしょう）は、地元・小樽市出身の文学者伊藤整没後20年を契機に、1990年に創設された文学賞である。
創設された文学賞は、小説と評論の2部門があり、4月1日を基準日として前1年間に発表された日本語で書かれた作品（小説、評論）から選出、受賞者には斎藤吉郎作「カモメ呼ぶ少女」のブロンズ像・副賞100万円を贈呈された。
主催団体は、伊藤整文学賞の会（井上一郎会長）・小樽市・北海道新聞社から構成され、会事務局は小樽市教育委員会に置かれた。
2012年10月、主催している小樽市の資金難などから2014年の第25回を以って終了することを発表。2013年には伊藤整文学賞の会が北海道新聞文化賞特別賞を受賞。
2014年5月8日、最後となる第25回受賞作を発表。同年6月13日、小樽市内にて催行された授賞式を以って、全ての活動を終了した。

## 受賞作

### 第1回から第10回
- 第1回（1990年）
  - 小説:大江健三郎『人生の親戚』
  - 評論:秋山駿『人生の検証』
- 第2回（1991年）
  - 小説:三浦哲郎『みちづれ』
  - 評論:佐木隆三『身分帳』
- 第3回（1992年）
  - 小説:日野啓三『断崖の年』
  - 評論:川村二郎『アレゴリーの織物』
- 第4回（1993年）
  - 小説:上西晴治『十勝平野』
  - 評論:該当作無し
- 第5回（1994年）
  - 小説:小川国夫『悲しみの港』
  - 評論:池澤夏樹『楽しい終末』
- 第6回（1995年）
  - 小説:津島佑子『風よ、空駆ける風よ』
  - 評論:桶谷秀昭『伊藤整』
- 第7回（1996年）
  - 小説:松山巌『闇のなかの石』
  - 評論:柄谷行人『坂口安吾と中上健次』
- 第8回（1997年）
  - 小説:石和鷹『地獄は一定すみかぞかし 小説暁烏敏』
  - 評論:井口時男『柳田国男と近代文学』
- 第9回（1998年）
  - 小説:該当作無し（車谷長吉『赤目四十八瀧心中未遂』が選ばれるも受賞辞退）
  - 評論:加藤典洋『敗戦後論』
- 第10回（1999年）
  - 小説:河野多惠子『後日の話』
  - 評論:多田道太郎『変身 放火論』

### 第11回から第20回
- 第11回（2000年）
  - 小説:川上弘美『溺レる』
  - 評論:四方田犬彦『モロッコ流謫』
- 第12回（2001年）
  - 小説:増田みず子『月夜見』
  - 評論:中沢新一『フィロソフィア・ヤポニカ』
- 第13回（2002年）
  - 小説:高橋源一郎『日本文学盛衰史』
  - 評論:三浦雅士『青春の終焉』
- 第14回（2003年）
  - 小説:多和田葉子『容疑者の夜行列車』
  - 評論:該当作無し
- 第15回（2004年）
  - 小説:阿部和重『シンセミア』
  - 評論:川村湊『補陀落』
- 第16回（2005年）
  - 小説：笙野頼子『金毘羅』
  - 評論：富岡多恵子『西鶴の感情』
- 第17回（2006年）
  - 小説：島田雅彦『退廃姉妹』
  - 評論：川西政明『武田泰淳伝』
- 第18回（2007年）
  - 小説：青来有一『爆心』
  - 評論：出口裕弘『坂口安吾 100歳の異端児』
- 第19回（2008年）
  - 小説：荻野アンナ『蟹と彼と私』
  - 評論：穂村弘『短歌の友人』
- 第20回（2009年）
  - 小説：リービ英雄『仮の水』
  - 評論：安藤礼二『光の曼陀羅』

### 第21回から第25回
- 第21回（2010年）
  - 小説：該当作なし
  - 評論：高橋英夫『母なるもの―近代文学と音楽の場所』
  - 評論：宮沢章夫『時間のかかる読書―横光利一『機械』を巡る素晴らしきぐずぐず』
- 第22回（2011年）
  - 小説：角田光代『ツリーハウス』、宮内勝典『魔王の愛』
  - 評論：該当作なし
- 第23回（2012年）
  - 小説：堀江敏幸『なずな』
  - 評論：川本三郎『白秋望景』
- 第24回（2013年）
  - 小説：三木卓『Ｋ』、辻原登『冬の旅』
  - 評論：該当作なし
- 第25回（2014年）
  - 小説：佐伯一麦『渡良瀬』
  - 評論：黒川創『国境［完全版］』

## 選考委員
- 第1回から第2回 - 井上靖（委員長として）、大庭みな子、菅野昭正、黒井千次、高橋英夫、八木義徳、安岡章太郎
- 第3回から第5回 - 大庭、菅野、黒井、高橋、八木、安岡
- 大庭に代わり津島佑子
- 八木に代わり川村二郎
- 第12回から第17回 - 川村、菅野、黒井、高橋、津島、安岡
- 第18回から - 菅野、黒井、津島、松山巌
- 第25回 - 菅野、黒井、増田みず子、松山